# Stazione di Vinzaglio Torrione
La stazione di Vinzaglio Torrione fu una fermata ferroviaria posta lungo la linea Vercelli–Pavia, a servizio della frazione Torrione del comune di Vinzaglio.

## Storia
La stazione fu attivata il 5 febbraio 1883, all'apertura della tratta Robbio–Vercelli della linea Vercelli–Pavia.

Nel secondo dopoguerra fu definitivamente dismessa.

## Strutture ed impianti
La fermata possedeva un fabbricato viaggiatori a due piani, risalente all'epoca dell'apertura della linea, e contava un unico binario, servito da un marciapiede.

Il fabbricato versa attualmente in stato di grave abbandono.